# Merriam-Webster

Logo van Merriam-Webster

Merriam-Webster, Incorporated, is een Amerikaanse uitgeverij van naslagwerken, vooral bekend om haar woordenboeken.

## Geschiedenis
De gebroeders George en Charles Merriam stichtten het bedrijf in 1831 onder de naam G & C Merriam Co. in Springfield (Massachusetts). Toen Noah Webster in 1843 overleed, kochten zij uit de nalatenschap de rechten op van An American Dictionary of the English Language. Sedertdien voeren alle Webster's dictionaries de naam 'Webster's'.
In 1964 werd Merriam-Webster, Inc. overgenomen door de Brits-Amerikaanse uitgeverij achter Encyclopædia Britannica, waarvan het nu deel uitmaakt. De huidige benaming dateert van 1982.